# Tong lau

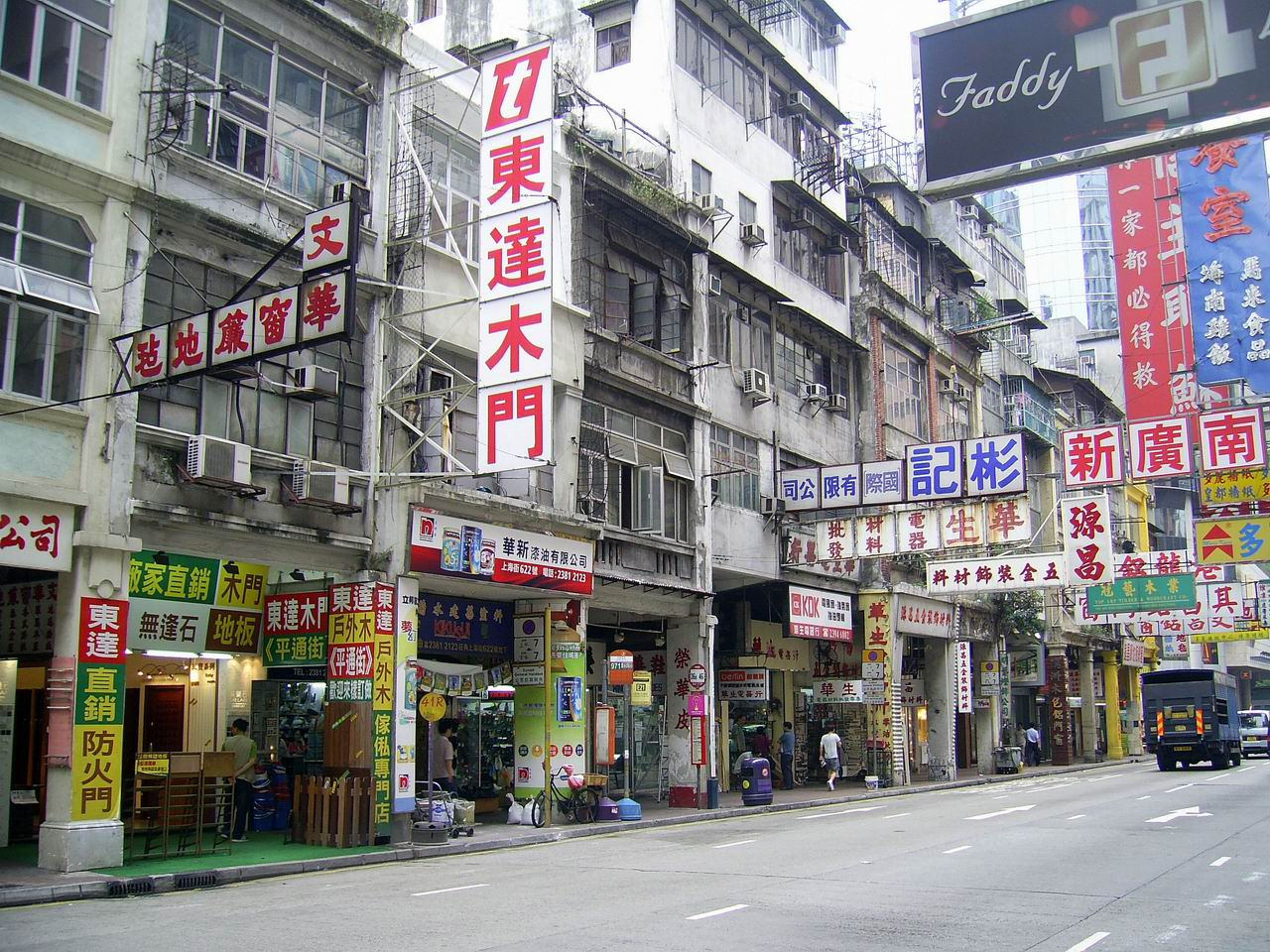
Tong lau à Mong Kok, Hong Kong

Le Tong lau est un type de bâtiment mixte construit de la fin du 19e siècle aux années 1960, à Hong Kong, Taiwan, dans le sud de la Chine et en Asie du Sud-Est.
Un tong lau possède une surface commerciale au rez de chaussée et plusieurs logements au sein de ses étages. Il fut l'habitat urbain iconique de villes comme Hong Kong afin de loger un afflux croissant de nouveaux immigrés venus de Chine continentale. Initialement dotés de 2 à 3 étages, certains tong lau contemporains purent atteindre jusqu'à 8 étages.
L'architecture des tong lau évolua avec le temps et les matériaux utilisés, d'une inspiration coloniale pour les premiers, puis Art déco et Bauhaus au cours du 20e siècle.

## Galerie de photographies

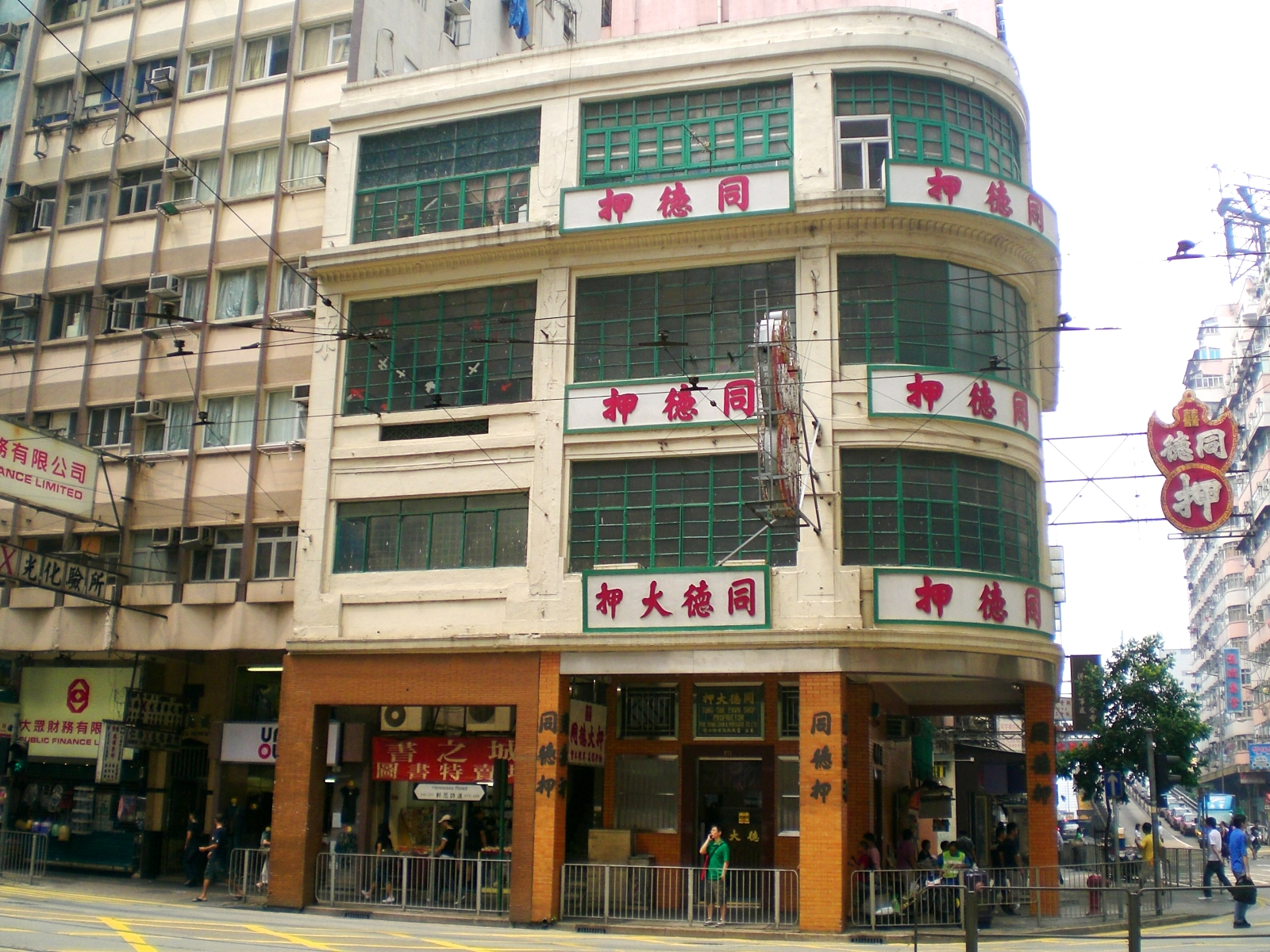
Hennessy Road à Wan Chai, Hong Kong.
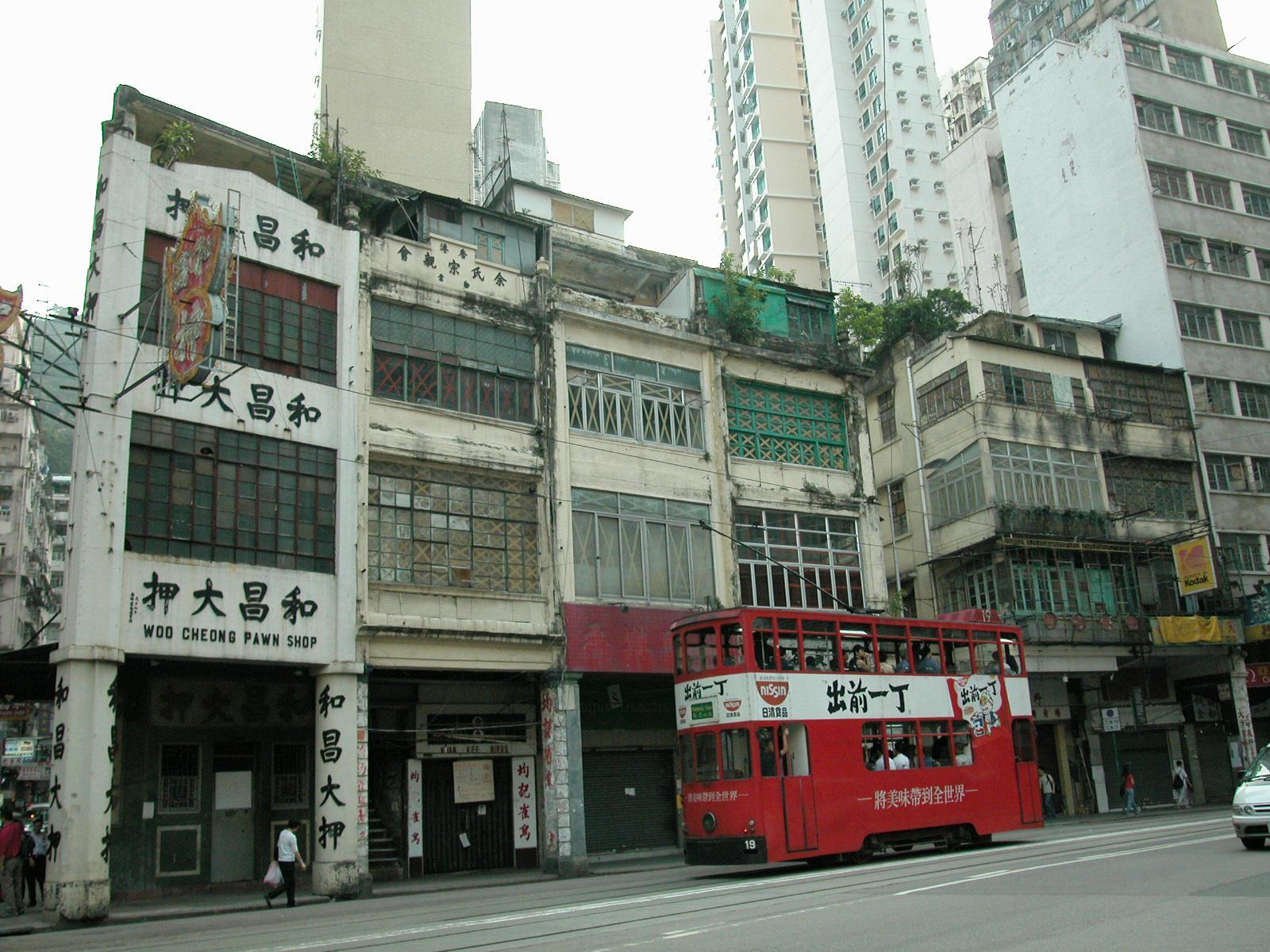
60-66 Johnston Road à Wan Chai, Hong Kong avant rénovation.
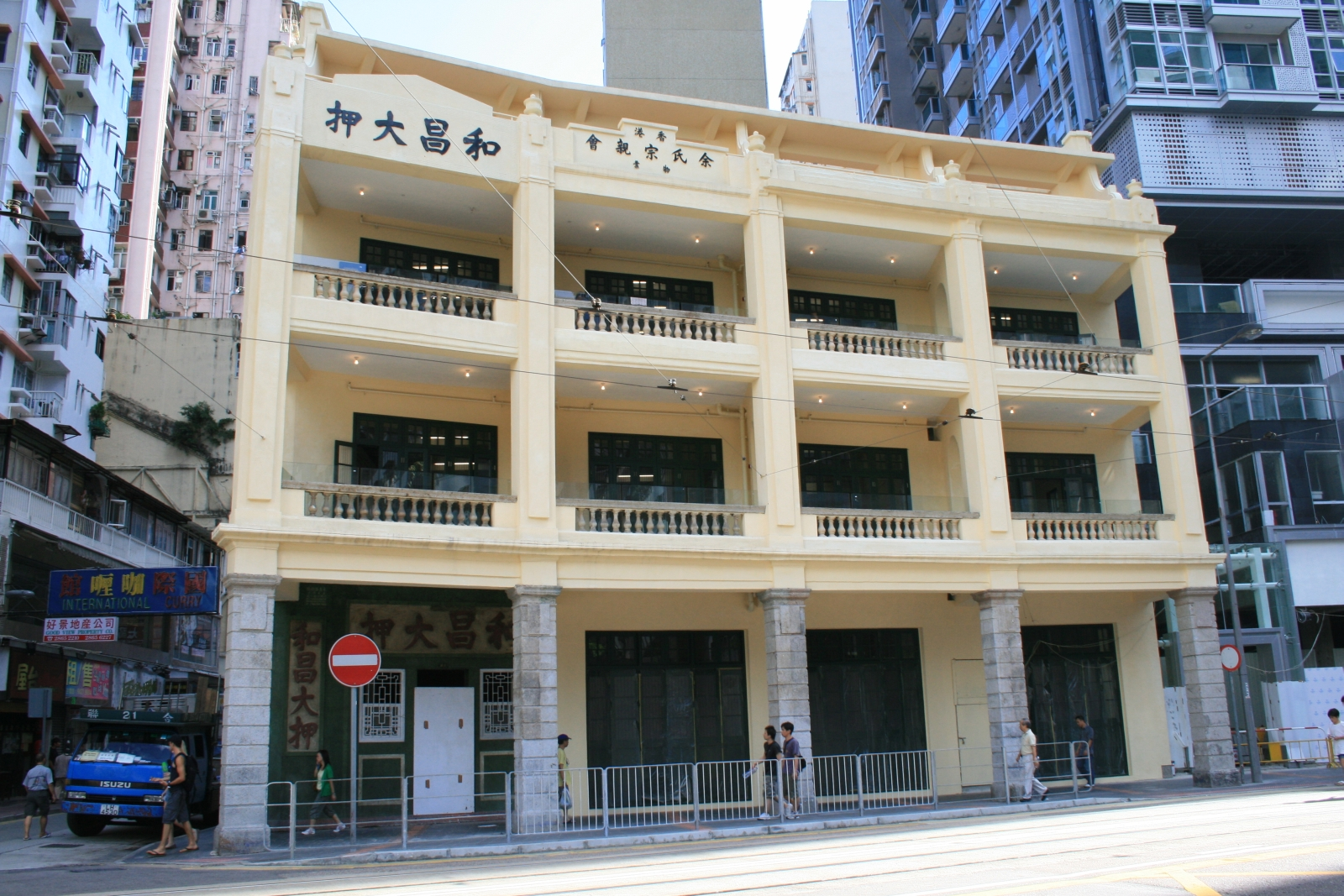
60-66 Johnston Road à Wan Chai, Hong Kong après rénovation.
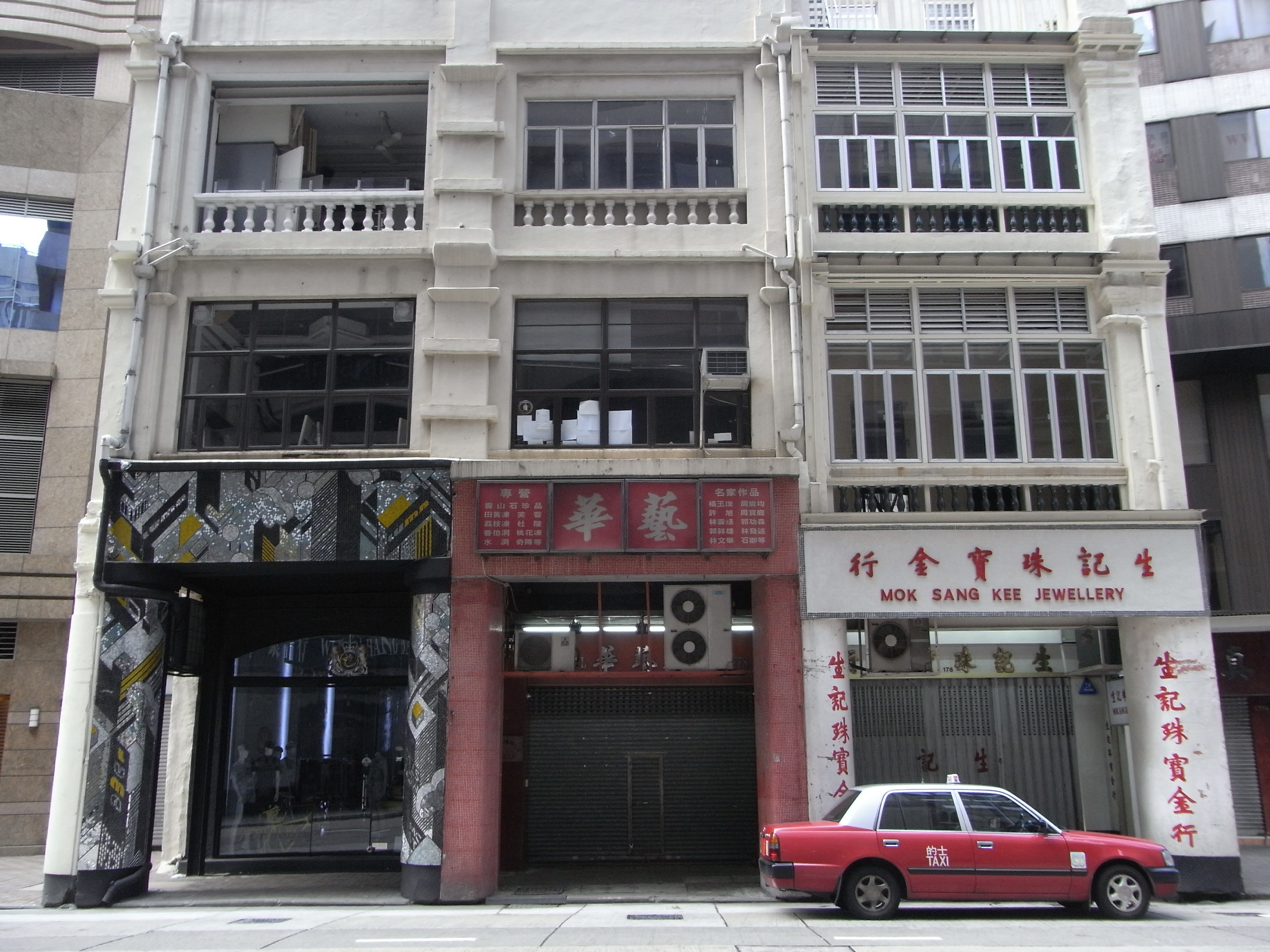
176 Queen's Road à Central, Hong Kong.
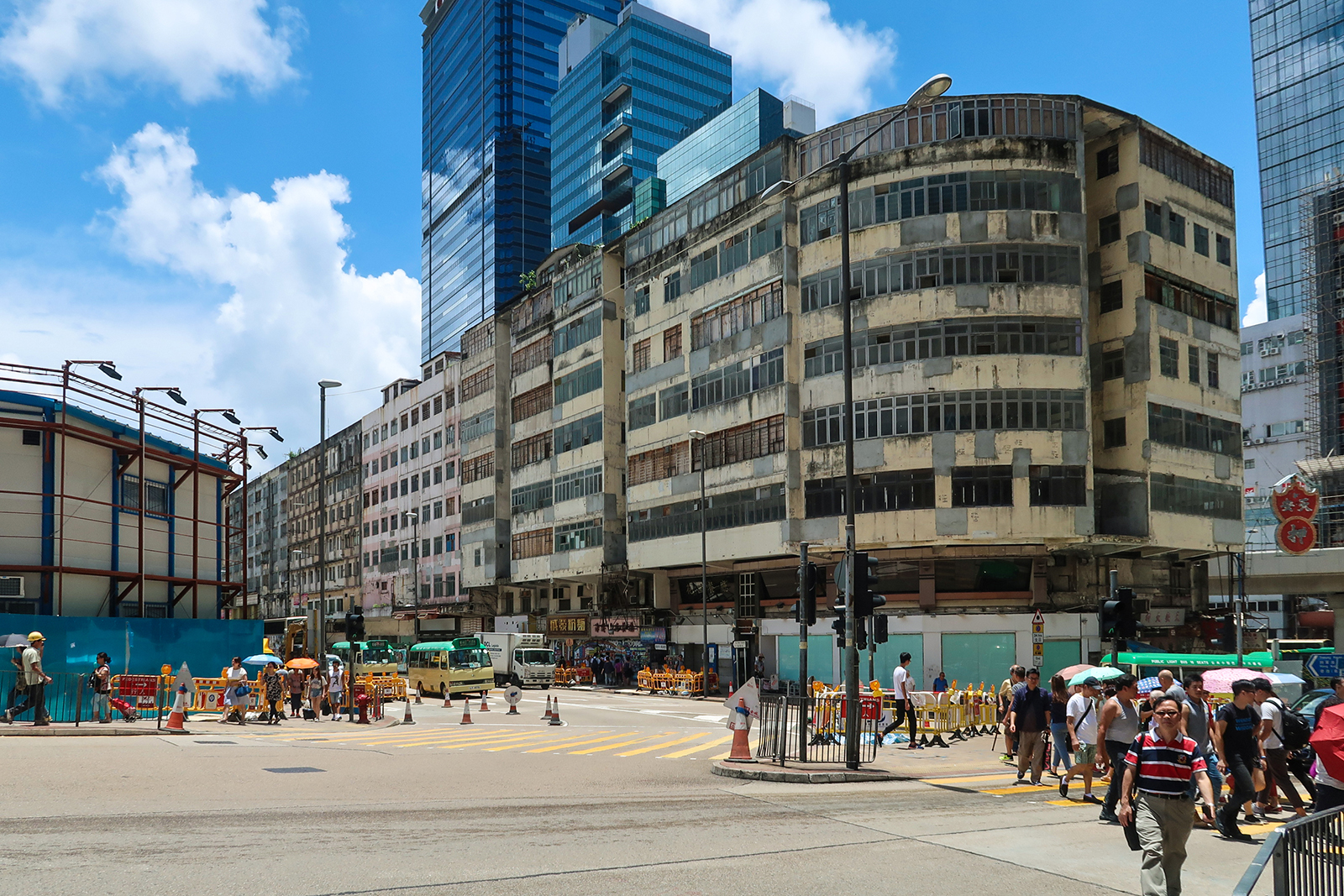
Yue Man Building, un exemple de Tong Lau moderne à Kwun Tong, Hong Kong.
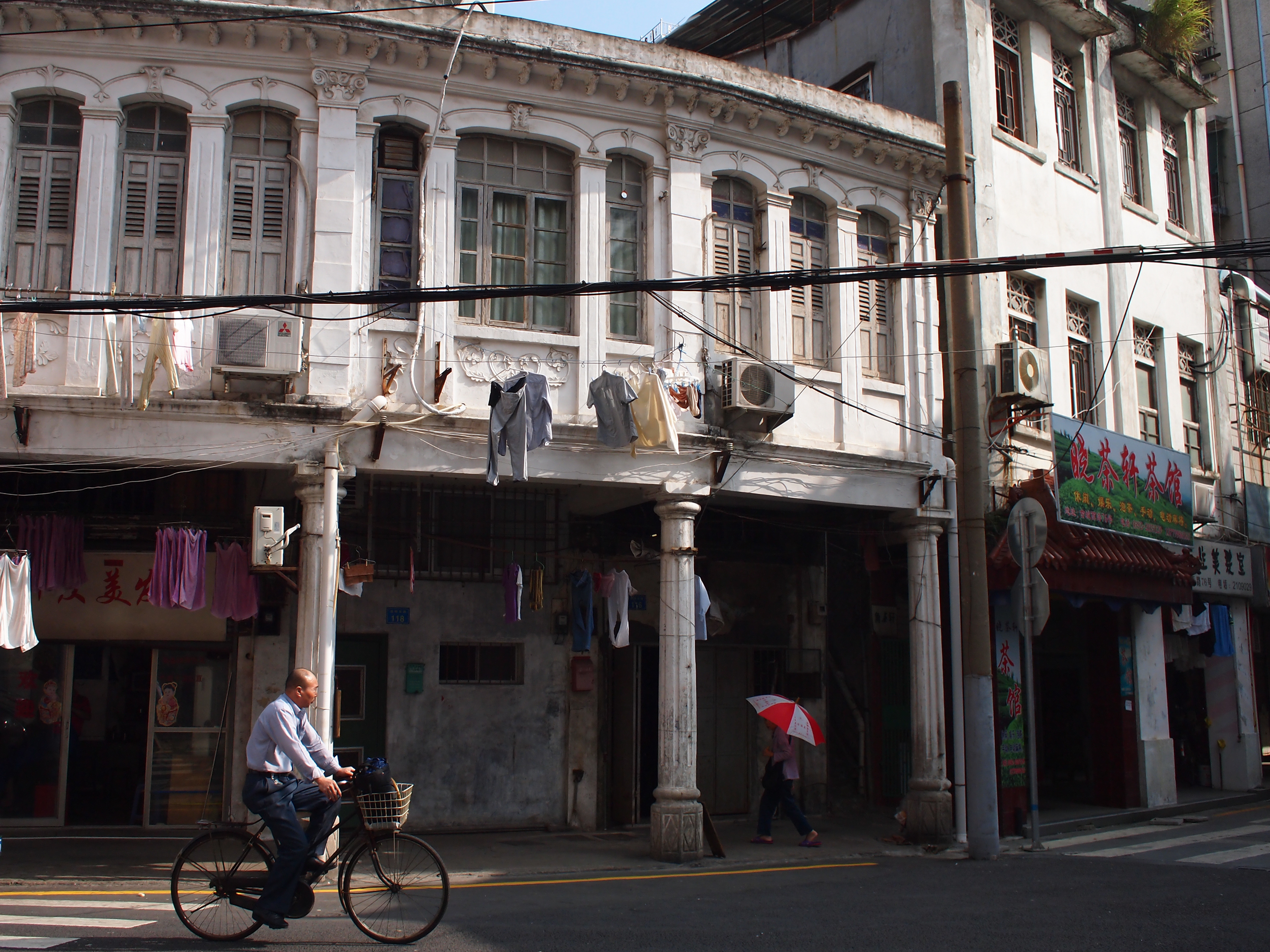
Xiamen, Chine.
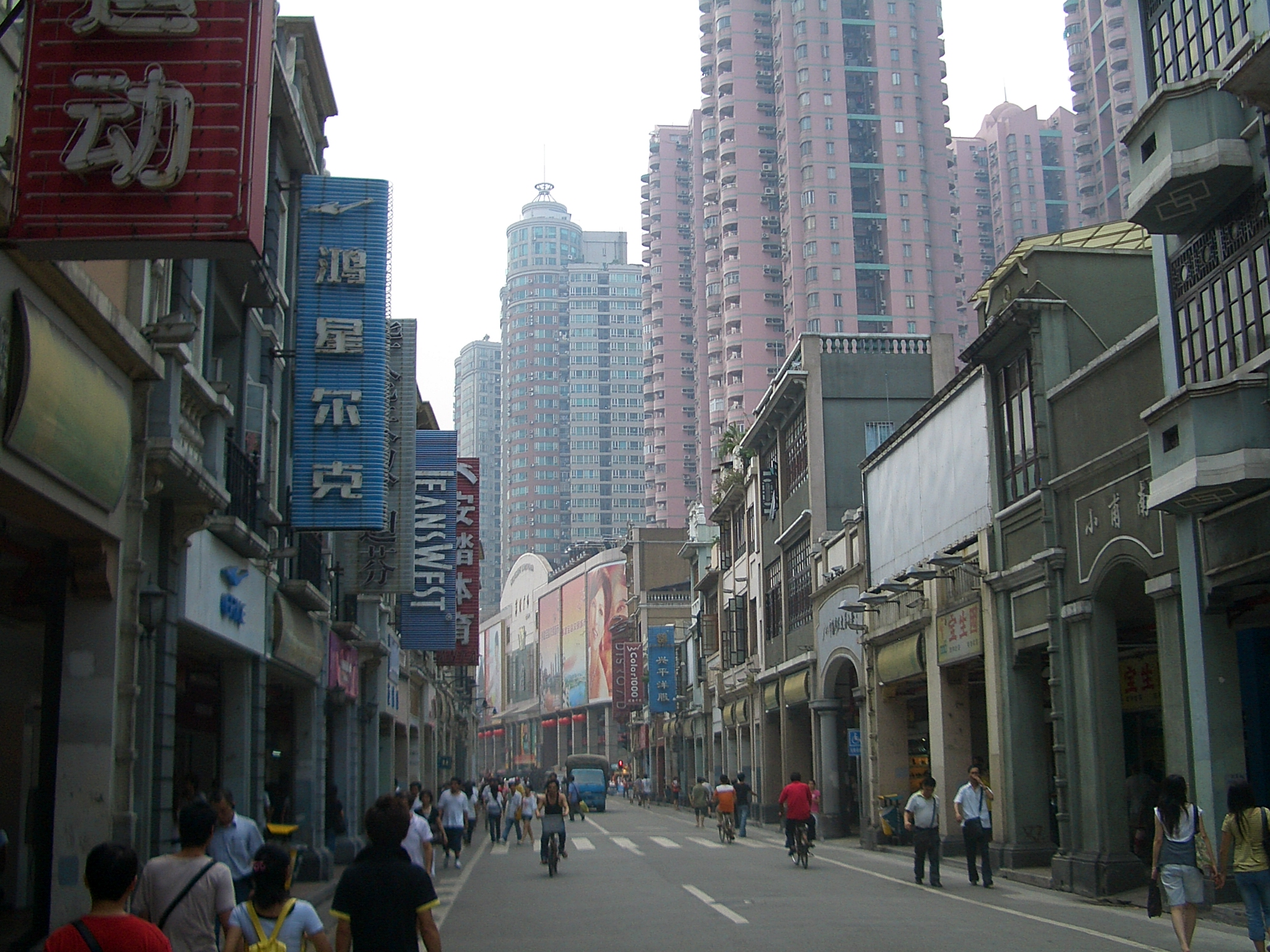
Guangzhou, Chine.